# Stella cœli extirpavit
Stella cœli extirpavit és una antiga antífona a la Verge Maria, entonada amb motiu de plagues i contagis.
Sembla que l'himne Stella Caeli Extirpavit fou compost per les germanes del monestir de Santa Clara, a Coïmbra, Portugal, durant la pesta de principis del segle XIV. El text d'aquesta antífona i la seva inspiració deu molt a l'espiritualitat franciscana. La primera font textual es troba -sense la part final- en un Llibre d'hores de Carles d'Orleans datat abans de 1430 (F-Pn lat. 1196, f. 231v). Seran els frares menors qui desenvoluparan un paper molt actiu durant algunes de les pestes que van assolar Europa. Els franciscans i els dominics i d'altres ordres van accedir de manera voluntària a les cases dels malalts i van patir en la seva pròpia carn els efectes de la pesta. La primera font per tractar per reconstruir la història de l'antífona Stella coeli és De Origine Seraphicae Religionis Franciscanae escrita pel pare Francesco Gonzaga (1541-1620) a partir del 1587. El document que recull aquesta antífona és imprès a Barcelona el 1677, en la tipografia de Francesc Cormellas y Vicente Surià: Antiphona et ora-/tio contra lugem contagiosam. Ex Chronicis Ordinis Seraphici Fratrum Minorum con-/scriptis per R. P: Franciscum Gonzaga, eiusdem Ordinis Generalem/, i es conserva a l'Arxiu de la Parròquia de Santa Maria del Pi de Barcelona.
Durant la pandèmia per coronavirus de 2019-2020 aquesta antífona fou recuperada per alguns grups i reinterpretada en diferents versions. Entre aquestes reinterpretacions destaca la que va fer el març del 2020 el grup hispà "Schola Antiqua". També fou recuperada i utilitzada per comunitats religioses com a pregària a la Mare de Déu durant la pandèmia del coronavirus.

## Text de l'antífona[6][7][8]
| En llatí “Stella coeli extirpavit, quae lactavit Dominum, mortis pestem quam plantavit primus parens hominum. Ipsa stella nunc dignetur sidera compescere, quorum bella plebem caedunt dirae mortis ulcere. O piissima stella maris, a peste succurre nobis. Audi nos Domina, nam Filius tuus nihil negans te honorat. Salva nos Jesu, pro quibus Virgo mater te orat”. | En català "L'estrella celestial extirpà, quan va alletar el Senyor la pesta mortal que els primers pares van portar al món. La mateixa estrella es dedica ara a apaivagar el cel enfadat que afligeix a les persones amb cruels ferides mortals. O estrella pietisima del mar, socorren's de la pesta. Escoltan's Senyora, que el teu Fill no nega res a aquells que l'honoren Salvan's Jesus, a aquells que per la Verge mare et preguem". |